# Laboratoire de biologie marine (Woods Hole)

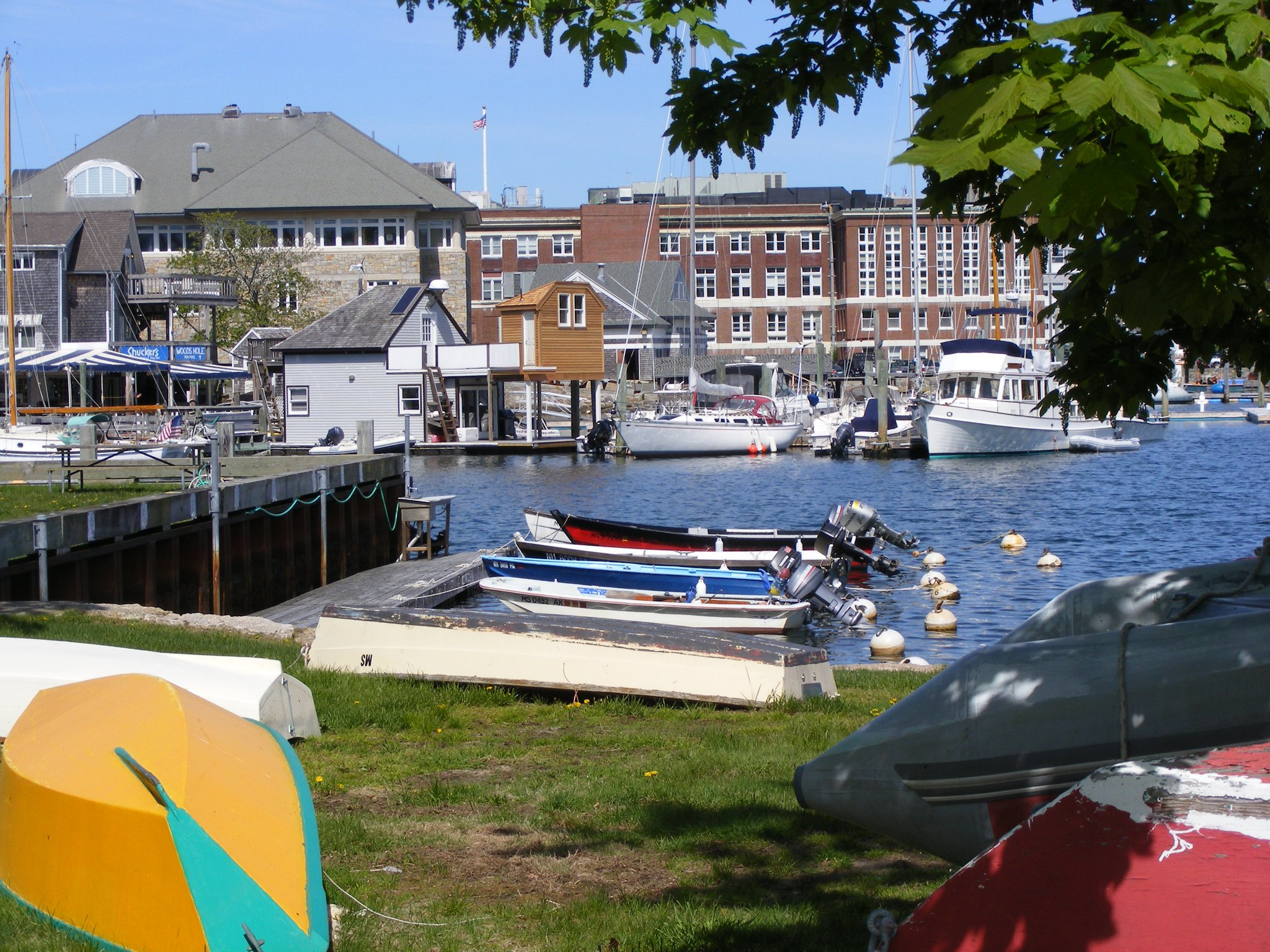
Vue partielle du campus.

Le Laboratoire de biologie marine (Marine Biological Laboratory, MBL) est un centre de recherche international en biologie et en écologie. Fondé en 1888, le MBL est le plus ancien laboratoire de biologie marine d’Amérique. Il est situé dans le village de pêcheurs de Woods Hole dans l'État du Massachusetts. Aujourd’hui, 55 chercheurs ayant été associés avec ce laboratoire ont reçu, parmi d’autres distinctions, le prix Nobel.
Le rôle important du MBL, centre unique en son genre en biologie et en écologie, est largement reconnu. « L'histoire du MBL est plus que l'histoire d'une éminente institution. C'est également l'histoire même de la biologie au cours des 100 dernières années », écrivait l'historien des sciences Garland Allen en 1988 (Barlow et al.,  1993 : iv). Alors que le MBL entre dans sa 120e année, il continue à ouvrir de nouvelles voies dans l'exploration des sciences biologiques.

## Introduction
Le MBL a trois principaux centres de recherches multidisciplinaires : le Centre des écosystèmes (Ecosystems Center), le Centre Josephine Bay Paul pour l'évolution et la biologie moléculaire comparative (Josephine Bay Paul Center for Comparative Molecular Biology and Evolution) et, enfin, le Centre Whitman pour les recherches en période estivale et les travaux de chercheurs invités (Whitman Center for Summer and Visiting Research).
Chaque été, des centaines de brillants scientifiques venus du monde entier viennent au MBL, au sein duquel se créent souvent des collaborations qui durent toute leur vie professionnelle. Historiquement, d'heureuses rencontres au MBL ont souvent permis des bonds dans la connaissance scientifique. Un exemple en est la rencontre au MBL de Franklin Stahl (1929-) et Matthew Meselson (1930-) lors de l'été 1958, au cours duquel ils mirent au point leur célèbre expérience démontrant que la réplication de l'ADN est un processus semi-conservateur (Holmes, 2001: 60-70).
Pendant la période estivale, de jeunes scientifiques viennent également au MBL pour suivre les réputés cours de troisième cycle du laboratoire, donnés par des professeurs accomplis. Certains de ces cours, tels que physiologie, embryologie, et systèmes nerveux et comportement (précédemment intitulé zoologie des Invertébrés) sont le résultat d'une évolution de plus d'un siècle.
Le MBL et l'université Brown collaborent à un programme de formation doctorante en sciences biologiques et de l'environnement (Ph.D.-awarding Graduate Program in Biological and Environmental Sciences) qui réunit les professeurs des deux instituts. D'autres programmes du MBL forment des étudiants de troisième cycle (postgraduate et undergraduate), des professeurs de sciences, des historiens et des journalistes des sciences. Toute l'année, le MBL est un site pour la recherche où se tiennent également des conférences organisées par des groupes de scientifiques professionnels.
Le MBL partage une bibliothèque réputée, la MBLWHOI Library, avec l'Institut océanographique de Woods Hole (Woods Hole Oceanographic Institution). En dehors de ce partenariat, les deux organisations sont indépendantes l'une de l'autre. La MBLWHOI Library recueille des documents, électronique ou papier, ayant trait aux domaines de la biologie, du biomédical, de l'écologie et de l'océanographie ; elle renferme également une collection grandissante d'archives, comprenant des photographies et des vidéos issues des 120 ans d'histoire du MBL. La bibliothèque mène également des projets informatiques et de numérisation.
Les nombreuses possibilités de détente de Woods Hole sont très importantes pour le tissu social du MBL. Depuis des dizaines d'années, des centaines de scientifiques sont venus se relaxer sur la plage du MBL (la Stony Beach'), ont profité des pistes cyclables et des promenades au bord de l'océan, ou encore se sont rejoints au bar-restaurant The Captain Kidd pour discuter et se ressourcer.
Le MBL est une société privée à but non lucratif. Son président-directeur-général est Gary G. Borisy, un docteur en biologie cellulaire, connu pour sa découverte de la protéine nommée tubuline.

## Histoire
Le Laboratoire de biologie marine est la concrétisation de la vision de plusieurs personnes originaires de Boston et de Spencer Fullerton Baird (1823-1887), le premier responsable de la United States Fish Commission (commission indépendante chargée de surveiller la population des espèces marines) et directeur du National Museum of Natural History. En 1882, à Woods Hole, Baird mit en place une station de recherche à l'usage de cette commission. Il avait pour ambition d'en faire un laboratoire de premier plan. Il invita Alpheus Hyatt (1838-1902) à fonder un laboratoire-école de biologie marine à Woods Hole. Hyatt accepta l'offre, inspiré par l'école d'été d'histoire naturelle créée par le biologiste d'Harvard Louis Agassiz (1807-1873) (mais fermée peu de temps après sa création) et installée sur Penikese Island, au large de la côte de Woods Hole. Avec l'aide de 10 000 dollars récoltés par la Woman’s Education Association of Boston et la Société d'histoire naturelle de Boston (Boston Society of Natural History), un terrain fut acheté, un bâtiment fut construit, et le MBL fut créé avec Hyatt à la tête du conseil d'administration. La contribution de la Fish Commission fut essentielle, notamment par son  apport en organismes marins et en eau de mer courante. (Maienschein, 1989).
Charles Otis Whitman (1842-1910), un embryologiste, devint le premier directeur du MBL. Whitman, qui pensait que “sauf exception, le chercheur est toujours le meilleur professeur”, mit l'accent sur la nécessité de combiner recherche et éducation au sein du nouveau laboratoire. Le premier cours d'été du MBL inclut une introduction de six semaines à la zoologie des invertébrés ; des installations pour l'accueil de chercheurs durant la période estivale furent également mises en place (Marine Biological Laboratory, 1888).
La bibliothèque du MBL (MBL Library) fut créée en 1889. Cornelia Clapp (1849-1934), scientifique et future administratrice du MBL, en était la bibliothécaire. En 1899, le MBL commença la publication de The Biological Bulletin, un journal scientifique qu'il publie encore de nos jours (Maienschein, 1989).

## Domaines de recherche traditionnels du MBL

### Biologie cellulaire, du développement et de la reproduction
La biologie cellulaire, du développement et de la reproduction a été au centre des programmes du MBL depuis les années 1890. D'importantes découvertes y ont été faites dès 1899, quand Jacques Loeb (1859-1924) montra la possibilité de provoquer une parthénogenèse artificielle chez des œufs d’oursins. En 1905, Edwin Grant Conklin (1863-1952) fut la première à identifier les régions cytoplasmiques de l'œuf à l'origine de la formation de certains tissus ou organes. En 1916, Frank Rattray Lillie (1870-1947) identifia certaines des hormones qui agissent sur la différenciation sexuelle (Lillie, 1944). Au cours des vingt premières années d'activité du MBL, des cytologistes, dont Edmund Beecher Wilson (1856-1939) et Nettie Stevens (1861-1912), établirent des liens entre les chromosomes et l'hérédité mendélienne. De son côté Thomas Hunt Morgan (1866-1945), le collègue de Wilson au MBL et à l'université Columbia, fut un des pionniers de la génétique expérimentale (Pauly, 2000 : 158). Keith R. Porter (1912-1997), considéré par beaucoup comme un des pères fondateurs de la biologie cellulaire moderne, en raison de ses travaux novateurs sur la structure fine des cellules (dont la découverte des microtubules), a mené des recherches au MBL dès 1937 et a dirigé le laboratoire sur la période de 1975 à 1977 (Barlow et al, 1993 : 95-115).
Le MBL est depuis longtemps un centre de recherche pour les experts de la division cellulaire. Les innovations de Shinya Inoué, éminent scientifique à demeure au MBL, dans le domaine de la microscopie en lumière polarisée et d'imagerie vidéo depuis les années 1950 ont été décisives pour une meilleure compréhension des phases de la mitose cellulaire. Notamment sa découverte du fuseau mitotique. Au début des années 1980, Tim Hunt (1943-), Joan Ruderman et d'autres scientifiques du MBL identifièrent les premières protéines d'une famille qui permet la régulation du cycle de la division cellulaire (les cyclines). Hunt reçut un prix Nobel en 2001 pour ses travaux (Hunt, 2004). En 1984, au cours de recherches d'été au MBL, Ron Vale et d'autres découvrirent la kinésine, un moteur protéique impliqué dans la mitose et d'autres processus cellulaires. En 1991, le scientifique israélien Avram Hershko (1937-) commença à venir au MBL pour étudier le rôle de la protéine ubiquitine dans la division cellulaire. Il obtint le prix Nobel pour ces travaux en 2004.
De nombreux biologistes du développement, parmi les plus importants aux États-Unis, ont participé au cours d'Embryologie du MBL, par le passé et aujourd'hui, en tant que directeurs, maîtres de conférence ou étudiants. Ils sont attirés par le site du laboratoire à Woods Hole et la présence de certains organismes marins, particulièrement les oursins et les poissons zèbre, dont les œufs presque transparents sont fécondés et se développent de façon externe, et sont de ce fait idéaux pour l'analyse embryologique. Dans les quelques années qui suivirent sa création en 1893, les enseignants de cette formation explorèrent de nouvelles voies de recherche qui restent essentielles de nos jours. On peut entre autres citer l'étude de la localisation et de l'organisation spatiale des cellules embryonnaires au cours du développement de l'œuf ; l'étude des lignées cellulaires embryonnaires (importante de nos jours dans la recherche moderne sur les cellules souches) ; ainsi que des recherches en biologie de l'évolution et du développement (aussi appelé ‘évo-dévo’). Parmi les embryologistes distingués qui ont dirigé le cours on peut citer : Charles Otis Whitman (1893-1895) ; Frank Rattray Lillie (1896-1903) ; Viktor Hamburger (1942-45) ; James Ebert (1962-66) ; Eric H. Davidson (1972-74 ; 1988-96) ; et Rudolf Raff (1980-82) (Davidson, 1993). Actuellement codirigé par Lee Niswander et Nipam H. Patel, le cours est toujours une formation de terrain de premier ordre pour les biologistes du développement.

### Neuroscience, neurobiologie, et physiologie sensorielle
Les contributions du MBL aux neurosciences et à la physiologie sensorielle sont elles aussi importantes. Ces recherches sont aujourd'hui réalisées à l'Institut des neurosciences du MBL (Neuroscience Institute) avec, l'été, plus d'une centaine de chercheurs participants. Le MBL a joué le rôle d'aimant pour la discipline depuis que L.W. Williams a découvert en 1910 (redécouvert en 1930 par John Zachary Young) l'axone de calmar géant, une fibre nerveuse dont le diamètre est 20 fois plus gros que le plus gros axone humain. Young attira l'attention de K.S. Cole, son collègue du MBL, sur ce système idéal pour l'expérimentation. Ce dernier l'utilisa en 1938 pour enregistrer les changements de résistance qui sous-tendent le potentiel d'action, fournissant la preuve que des ions parcourant la membrane axonale génèrent cette impulsion électrique. En 1938, Alan Lloyd Hodgkin vint au MBL pour recevoir les enseignements de Cole sur l'axone de calmar géant. Après la Seconde Guerre mondiale, Hodgkin et Andrew Huxley, conduisant des travaux à Plymouth, en Angleterre, utilisèrent la technique du voltage clamp (ou mesure de courant en potentiel imposé) développée par Cole pour poser les fondements de la conception moderne de l'activité électrique du système nerveux en mesurant quantitativement le flux d'ions à travers la membrane axonale. Hodgkin et Huxley reçurent le prix Nobel en 1963 pour leur description de la base ionique de l'influx nerveux (Barlow et al, 1993: 151-172). Dans les années 1960 et 70, poursuivant les travaux de Hodgkin et Huxley, Clay Armstrong et d'autres chercheurs du MBL décrivirent un certain nombre de propriétés des canaux ioniques qui permettent aux ions sodium et potassium de conduire un courant électrique à travers la membrane cellulaire ; et Rodolfo Llinas décrivit les propriétés de transmission à la synapse du calmar géant (Llinas 1999). La « carrière scientifique » du « calmar de Woods Hole », Loligo pealeii, se porte bien encore aujourd'hui, grâce aux recherches sur le transport axonal, la synapse géante du calmar, et la génomique du calmar.
Chaque été, d'autres organismes marins attirent des neuroscientifiques et des neurobiologistes au MBL, où s'est jouée une partie de l'histoire de la recherche en physiologie sensorielle. Haldan Keffer Hartline, un chercheur estival du MBL dans les années 1920 et au début des années 1930, a révélé plusieurs mécanismes basiques de la fonction photoréceptrice grâce à ses travaux sur les limules. En 1967, Hartline a partagé le prix Nobel avec son collègue du MBL, George Wald, qui a décrit le niveau moléculaire de la photoréception en montrant que les molécules des pigments visuels photo-sensibles sont constitués d'une forme légèrement modifiée de vitamine A, couplée à une protéine. Un autre chercheur, Stephen W. Kuffler, qui a longtemps travaillé l'été au MBL, est reconnu pour avoir « créé » la neurobiologie au milieu des années 1960 à la Harvard Medical School et est également à l'origine d'une formation en neurobiologie au MBL (Barlow et al, 1993:175-234; 203-234). Quatre lauréats du prix Nobel ont fait partie des formateurs du cours de neurobiologie (Neurobiology Course) du MBL : Roderick MacKinnon (prix 2003), H. Robert Horvitz (2002), Paul Greengard (2000) et Bert Sakmann (1991). Un autre prix Nobel, Albert Szent-Györgyi, a mené des recherches au MBL de 1947 à 1986, notamment sur la nature biochimique de la contraction musculaire. En 1953, Frederick Bang a découvert au MBL que le sang de la limule coagule quand on l'expose à des endotoxines d'origine bactérienne, même en très petites quantités. À partir de cette recherche fondamentale, un réactif fut développé : le Limulus amebocyte lysate (LAL). Il permet de détecter des quantités infimes de toxines d'origine bactérienne. Le test LAL a conduit à une amélioration spectaculaire de la qualité des traitements et produits biologiques destinés aux injections intraveineuses.

### Science des écosystèmes
La recherche sur les écosystèmes est devenue une recherche à plein temps au MBL en 1962 avec la création du programme d'écologie systématique (Systematics-Ecology), sous la direction de Melbourne R. Carriker. En 1975 fut fondé le Centre des écosystèmes du MBL, avec à sa tête George Woodwell. À sa création, la recherche était axée sur le cycle du carbone mondial, une priorité toujours d'actualité. Le Centre des écosystèmes dispose d'une équipe de 40 scientifiques, à demeure toute l'année, qui étudient une multitude d'écosystèmes et leurs réactions aux activités humaines et changements environnementaux. Le centre est situé à Woods Hole mais a une étendue mondiale, avec des sites de recherche actifs dans la toundra arctique, sur des sites forestiers, marins ou littoraux en Nouvelle-Angleterre, Suède et Brésil, et dans la péninsule antarctique. Le Centre des écosystèmes est le centre d'attache de 3 des 26 sites de « recherche écologique à long terme » (Long Term Ecological Research - LTER) : Toolik Lake en Alaska, Plum Island dans le Massachusetts et Palmer en Antarctique. Les scientifiques du Centre des écosystèmes étudient les effets de la déforestation et des modifications terrestres sur la chimie atmosphérique, les processus liés aux bassins versants et l'écologie des littoraux, l'enrichissement anthropogénique à l'échelle mondiale du cycle de l'azote, et les réactions des écosystèmes au réchauffement climatique. Le Centre des écosystèmes est codirigé par Hugh Ducklow, un océanographe biologiste et Jerry Melillo, qui étudie la biogéochimie des écosystèmes terrestres. John Hobbie, un chercheur en écologie microbienne, a codirigé le Centre des écosystèmes de 1985 à 2006. Le Centre des écosystèmes est fondé sur la vision d'une science collaborative et interdisciplinaire, un partage des laboratoires et des instruments, ainsi qu'une vision systématique, de long terme et à grande échelle, des processus sous-tendant les écosystèmes.

### Génomique comparative, évolution moléculaire, et microbiologie environnementale
Le Centre Josephine Bay Paul pour la biologie moléculaire comparative et l'évolution a été créé au MBL en 1997. En comparant divers génomes, les scientifiques du centre tentent de découvrir les relations évolutionnelles des systèmes biologiques, et décrivent des gènes et génomes importants pour la biomédecine mais aussi l'environnement. On y étudie des micro-organismes pris dans une grande diversité d'écosystèmes, y compris les parasites humains. Mitchell Sogin, fondateur et directeur du Centre Bay Paul, a créé l'Atelier d'été d'évolution moléculaire au MBL en 1988. En 2003-2004, Sogin initia le Recensement international des microbes marins (International Census of Marine Microbes), un effort ambitieux et mondial pour décrire la biodiversité des micro-organismes marins. Les premiers résultats de ce recensement ont révélé, en 2006, 10 à 100 fois plus de types de microbes marins que ce que l'on pensait trouver, dont la majeure partie, auparavant inconnue, sont des micro-organismes à faible population que l'on nomme maintenant « biosphère rare » (en anglais, rare biosphere). D'autres projets du Centre Bay Paul se concentrent sur les microbes vivant dans des environnements extrêmes, allant des monts hydrothermaux aux écosystèmes hautement acides, qui peuvent participer à une meilleure compréhension de la vie qui pourrait exister sur d'autres planètes. Le Groupe informatique et biodiversité (Biodiversity Informatics Group) du Centre Bay Paul, dirigé par David Patterson, a développé une architecture logicielle pour l'Encyclopédie de la Vie, une initiative visant à documenter électroniquement les 1,8 million d'espèces nommées de la planète. Les activités du Centre Bay Paul sont aidées par les équipements de génomique, (dont des outils évolués de séquencement ADN) du bâtiment Keck pour la Génétique écologique et évolutionnelle (Keck Ecological and Evolutionary Genetics Facility).